# A mathematical theory of communication

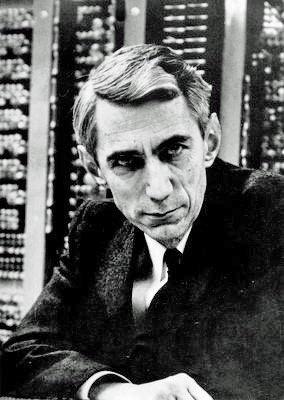
Claude Elwood Shannon, ingegnere e matematico statunitense che nel 1948 fondò la teoria dell'informazione.

A mathematical theory of communication (lett. "Una teoria matematica della comunicazione" in italiano) è un articolo scientifico pubblicato da Claude Shannon nel Bell System Technical Journal nel 1948. Questo lavoro viene considerato una delle ricerche che gettarono le fondamenta della moderna teoria dell'informazione.
Nell'articolo Shannon definisce un paradigma per l'analisi dei sistemi di comunicazioni digitale e vari teoremi che ne descrivono limiti e dinamiche, rifacendosi a concetti di natura statistica.
A corredo egli definisce i concetti fondamentali di quantità di informazione e ridondanza informativa, che successivamente trovarono ampia applicazione oltre il loro scopo originario. Essi sono alla base della teoria dei codici e della codifica di sorgente nelle comunicazioni digitali.

## Contenuti

### Modellazione matematica dei sistemi di comunicazione

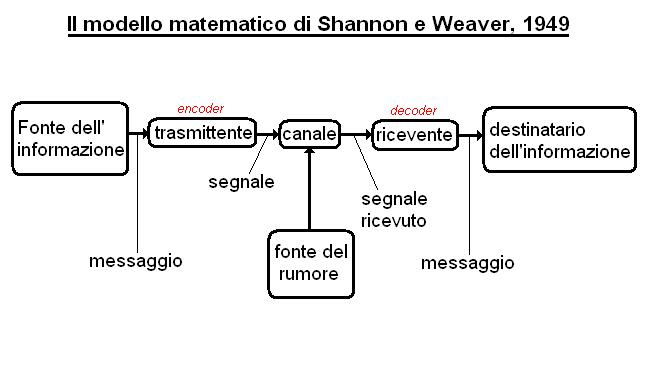
Modello di un sistema di comunicazione

Secondo Shannon un sistema di comunicazione digitale può essere ridotto ai seguenti componenti essenziali:
- Una sorgente d'informazione, che produce un messaggio o una serie di messaggi da comunicare al terminale ricevente;
- Un trasmettitore, che elabora i messaggi trasformandoli in segnali adatti alla trasmissione lungo il canale;
- Un canale, ovvero un mezzo che consente la trasmissione dei segnali dal trasmettitore al ricevitore (es. doppino, cavo coassiale, radiofrequenza, fibra ottica, etc.);
- Un ricevitore, che elabora i segnali ricevuti dal canale ricostruendo i messaggi originali;
- Una destinazione, che può essere una persona o un dispositivo alla quale indirizzare il messaggio.

### Teoremi
- Teorema della codifica di canale
- Teorema della codifica di sorgente